# Синтетичне паливо

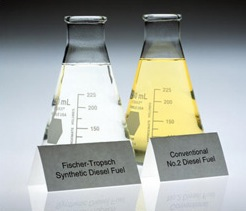
Порівняння синтетичного палива (дизель Фішера-Тропша) і звичайного дизельного палива. Синтетичне паливо помітно чистіше через відсутність сірки і ароматичних вуглеводнів.

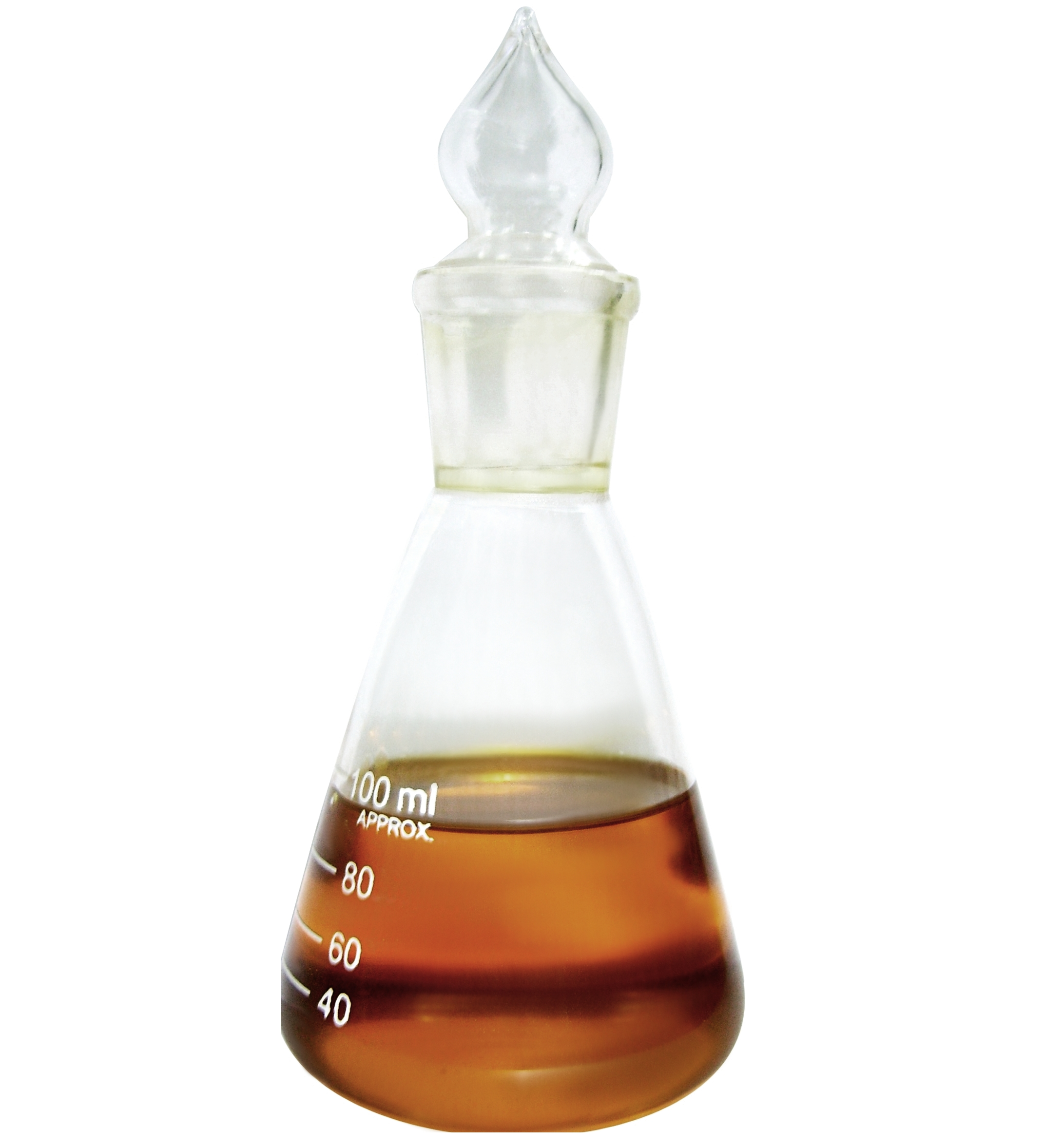
Зразок біодизеля

Синтетичне паливо (англ. synthetic fuel, SynFuel) —  це тип палива для двигунів внутрішнього згоряння, отримане шляхом хімічного синтезу. Розглядається як альтернатива бензину та дизельному паливу, які отримують у ході переробки нафти.
Основними методами одержання синтетичних палив є синтез Фішера-Тропша, перетворення метанолу в бензин або пряме зрідження вугілля.

## Сировина
Синтетичне паливо можна отримати з таких видів сировини:
- з газу — паливо, що отримується з природного газу;
- з вуглецю — паливо, отримане з твердих горючих копалин, таких як : буре вугілля, кам'яне вугілля, нафтові сланці, бітумінозні піски;
- з біомаси — паливо, що отримується з біомаси (відходи сільського господарства, побутові та промислові відходи);

В даний час перші дві технології використовуються частіше, а виробництво синтетичного палива на основі біомаси не дуже розвинуте, однак, може отримати популярність за рахунок своєї екологічності по відношенню до довкілля.
Теоретично, синтетичне паливо може бути отримане з будь-якої сировини, що містить вуглець і водень.

## Методи одержання
Синтетичне рідке паливо синтезують із суміші CO + H2 (синтез-газ), що виробляється з природних газів в процесі конверсії газів, вугілля (за допомогою газифікації вугілля), а також парціального окиснення вуглеводнів. Процес проводять при підвищених температурі і тиску і в присутності каталізаторів - Ni, Со, Fe і ін. за допомогою процесу Фішера-Тропша. Залежно від співвідношення газів (CO : H2) у сировині процес синтезу відбувається за такими
основними реакціями:
- n CO + (2n+1) H2 → CnH2n+2 + n H2O;
- 2n CO + (n+1) H2 → CnH2n+2 + n CO2;
- n CO + 2n H2 → CnH2n + n H2O;

## Перспективи
В зв'язку зі зменшенням запасів нафти, і збільшення її вартості, отримання синтетичних палив є дуже перспективним напрямком.